# Sandwich (Kent)
Sandwich [ˈsændwɨd͡ʒ] ist eine Stadt und ein Civil Parish in der Grafschaft Kent im Südosten Englands mit etwa 5000 Einwohnern. Sie ist die englische Partnerstadt von Sonsbeck und liegt im Dover District unweit der Mündung des River Stour in die Nordsee, 3 km vom Meer entfernt. Richborough liegt 2 km nördlich von Sandwich mit Resten des römischen Kastells Rutupiae.

## Geschichte
Die Lage von Sandwich am Wantsum Channel, einst ein für nach London fahrende Schiffe befahrbarer Wasserweg, machte den früher direkt am Meer befindlichen Ort zur Zeit der Angelsachsen zu einem bedeutenden Hafen. Ab etwa dem 9. Jahrhundert siedelten sich die Angelsachsen hier an, als sich das Meer vom verfallenen römischen Hafen Rutupiae zurückzog. König Edgar unterstellte den Hafen und die Stadt Sandwich dem Kloster der Christ Church von Canterbury, und zur Zeit der Entstehung des Domesday Book lieferte der Ort den Mönchen jährlich etwa 40 000 Heringe.
Sandwich gehörte seit dem 11. Jahrhundert dem Zusammenschluss der Cinque Ports an, der zunächst fünf der damals bedeutendsten Hafenstädte des Königreiches umfasste, unter anderem auch Dover und Hastings. In dieser Stellung musste Sandwich fünf Schiffe in den Dienst des Königs stellen, bekam aber auch wie die anderen Mitglieder der Cinque Ports zahlreiche Privilegien verliehen. Gegen Ende des 13. Jahrhunderts überließen die Mönche die Stadt mit einigen Einschränkungen Königin Eleonore. Weitere ihrer Rechte übertrugen sie 1364 auf Eduard III., so dass Sandwich ab nun vollkommen der englischen Krone unterstand. Eine Urkunde Heinrichs II. bestätigte der Stadt die ihr bereits früher verliehenen Rechte, und diese wurden 1205 von Johann Ohneland, 1313 von Eduard II. und 1365 von Eduard III. erneut bekräftigt. Ab dem 13. Jahrhundert wurde Sandwich von einem Bürgermeister (Mayor) und dem Stadtrat (Jurats) regiert; bereits 1226 wurde ein Bürgermeister gewählt. Während der Rosenkriege, im Jahr 1460, fand neben der Stadt eine bedeutende Schlacht statt.
Im Mittelalter war Sandwich einer der Haupthäfen für die Schifffahrt zum europäischen Kontinent. So benutzten ihn die englischen Könige häufig als Abfahrtspunkt für  ihre Expeditionen gegen Frankreich. Die Heringsfischerei und der allgemeine Handel der Stadt blühten. Als aber das Meer allmählich immer weiter zurückwich und der Wantsum Channel versandete, verfiel der Hafen und war zur Zeit Elisabeths I. bereits unbenutzbar. Während ihrer Regierung zogen ab 1560 zahlreiche protestantische niederländische Siedler, die in ihrer Heimat aus religiösen Gründen verfolgt wurden, in die Stadt. Diese begründeten hier die Wollwarenindustrie und den Gemüseanbau; dies führte aber nur zeitweilig zu einer erneuten Hebung des Wohlstands. Roger Manwood gründete 1564 in Sandwich eine Lateinschule.
Königin Eleonore hatte Sandwich 1290 gewährt, jährlich drei Messen abzuhalten; Heinrich VII. bewilligte der Stadt zwei Messen, die ab dem 7. Februar und 5. Juni stattfanden und jeweils 30  Tage dauerten; und die von Karl II. 1684 verliehene Charter sah zwei Messen am 1. April und am 1. Oktober vor. Dieser Brauch scheint aber vor Ende des 18. Jahrhunderts erloschen zu sein. Von 1366 bis 1885 entsandte Sandwich zwei Vertreter ins englische Parlament. Thomas Paine lebte in Sandwich von 1759 bis 1768.
Der englische Admiral und Politiker Edward Montagu wurde zum Dank für seine Mitwirkung an der Wiederherstellung der Königsherrschaft 1660 mit dem Titel eines Earl of Sandwich belehnt; die Familie, deren Sitz sich nicht hier, sondern in Mapperton House in Dorset befindet, trägt den Titel noch heute. Auf John Montagu, 4. Earl of Sandwich, geht vermutlich die Erfindung des Sandwiches zurück, mit dem folglich die Stadt in Kent keine Verbindung hat.
Unweit nördlich der Stadt wurde im Ersten Weltkrieg der geheime Militärhafen Richborough Port eingerichtet.
Ebenfalls aus der Zeit des Ersten Weltkriegs stammt das ehemalige Armeelager Kitchener Camp, das Anfang 1939 als Durchgangslager für aus Deutschland geflüchtete jüdische Männer reaktiviert wurde. 
Ob das Camp eher zu Richborough oder zu Sandwich gehörte, ist nach den Quellen nicht eindeutig zu beantworten. In Sandwich allerdings gibt es zwei Gedenktafeln, die an das Kitchener Camp erinnern. Die letzte wurde 2019 eingeweiht.

## Stadtbild und Sehenswürdigkeiten

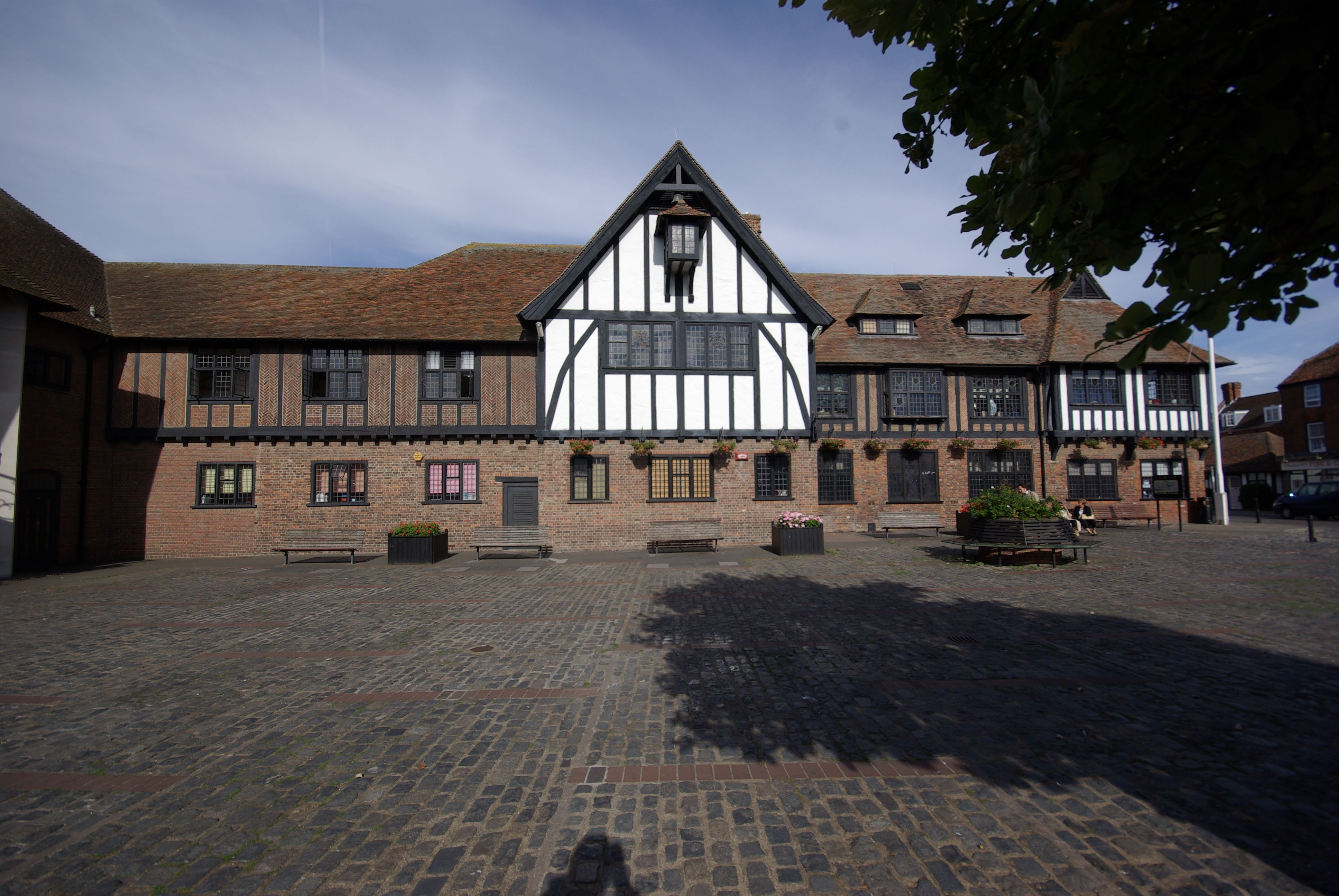
Das Rathaus von Sandwich

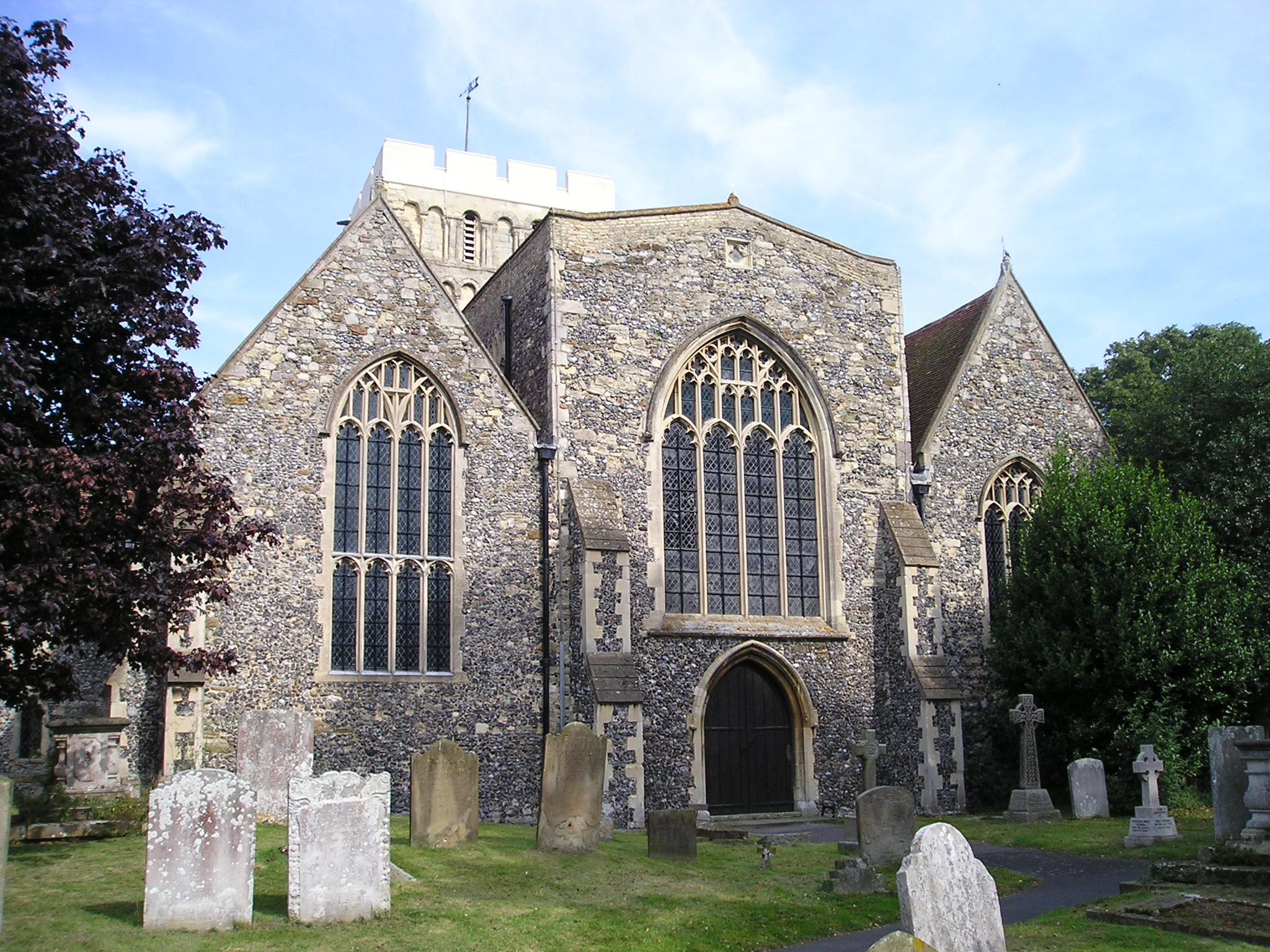
Kirche St. Clement

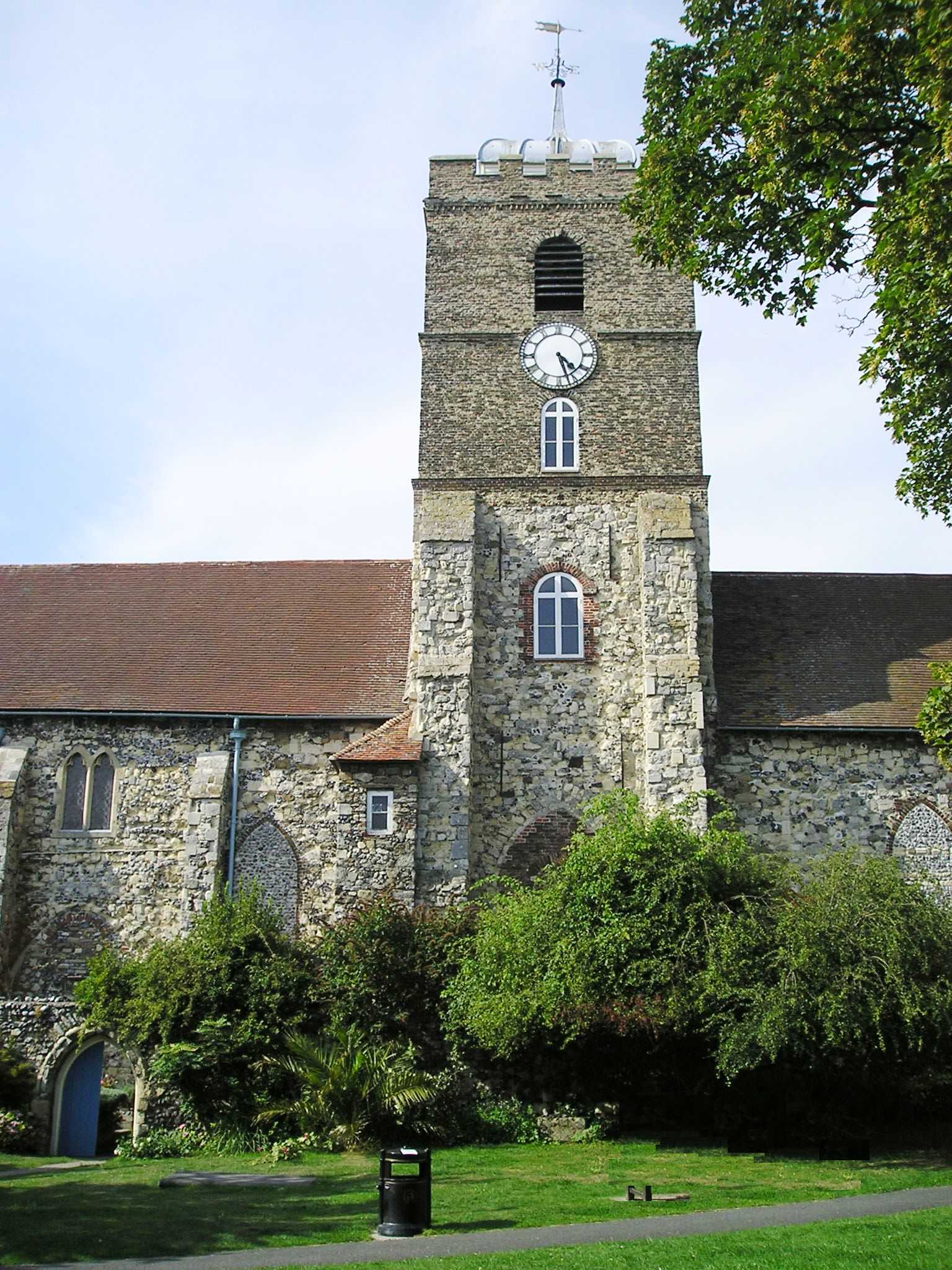
Kirche St. Peter

Viele alte Gebäude von Sandwich blieben erhalten und stehen entlang schmaler, gewundener Straßen innerhalb der alten Stadtmauer, an deren Stelle sich nun schöne Promenaden befinden. Interessant sind das Fisher Gate und ein The Barbican genannter Torweg; doch die vier Haupttore der ehemaligen Stadtbefestigung wurden im 18. Jahrhundert abgerissen. Zu den Sehenswürdigkeiten der Stadt gehört die Kirche St. Clement’s Church aus dem 12. Jahrhundert. Als sehenswert gelten ebenfalls die St. Mary’s Church, die 1311 zum ersten Mal urkundlich erwähnt wurde, und die aus dem 13. Jahrhundert stammende St. Peter’s Church, die auf einen um 1100 errichteten normannischen Vorgängerbau zurückgeht. Das Rathaus von 1579 steht am Stadtplatz; das St. Thomas Hospital wurde 1392 erbaut.

## Curfew Bell
Von St. Peter’s Church aus läutet jede Nacht (außer sonntags) um 20 Uhr die Curfew Bell (dt. Abendglocke). Früher war dies ein Signal für die Bevölkerung, die Schweine auf die Straßen hinauszulassen, um diese z. B. den Müll auffressen zu lassen (und wurde daher Pigbell genannt). Eine zweite Glocke (Goosebell genannt) läutete als Signal dafür, dass die Schweine wieder eingesammelt werden sollen. Die Aufgabe des Läutens der Curfew Bell übernimmt eine Gruppe von 31 Freiwilligen aus der Stadt, die jeweils einmal im Monat Dienst haben.

## Schulen
In Sandwich gibt es 4 Schulen:
- Sandwich Infant School (5- bis 7-Jährigen)
- Sandwich Junior School (7- bis 11-Jährigen)
- Sandwich Technology School
- Sir Roger Manwood’s Grammar School (Gymnasium)

## Söhne und Töchter der Stadt
- Edward Nairne (1726–1806), Optiker, Instrumentenbauer und Entdecker des Radiergummis
- Richard Vesey Hamilton (1829–1912), Admiral, Erster Seelord
- Sydney Greenstreet (1879–1954), Hollywood-Schauspieler

## Partnerstädte
Sandwich hat Partnerschaften mit den folgenden Städten:
- Honfleur, Frankreich
- Ronse (Renaix), Belgien
- Sonsbeck, Deutschland